# Vratar
Vratar (cyr. Вратар) – wieś w Bośni i Hercegowinie, w Republice Serbskiej, w gminie Rogatica. W 2013 roku liczyła 36 mieszkańców.